# Mary Clifford
Mary Clifford, född 1842, död 1919, var en brittisk politiker. 
Hon blev 1875 den första kvinnan att väljas till en fattigvårdsstyrelse, och därmed den första brittiska kvinna att väljas till ett offentligt ämbete.